# Дембіна (Нижньосілезьке воєводство)
Дембіна (пол. Dębina) — село в Польщі, у гміні Єльч-Лясковиці Олавського повіту Нижньосілезького воєводства.
Населення — 275 осіб (2011).
У 1975-1998 роках село належало до Вроцлавського воєводства.

## Демографія
Демографічна структура станом на 31 березня 2011 року:
|          | Загалом | Допрацездатний вік | Працездатний вік | Постпрацездатний вік |
| -------- | ------- | ------------------ | ---------------- | -------------------- |
| Чоловіки | 139     | 34                 | 97               | 8                    |
| Жінки    | 136     | 30                 | 76               | 30                   |
| Разом    | 275     | 64                 | 173              | 38                   |